# 가산기 (계산기)

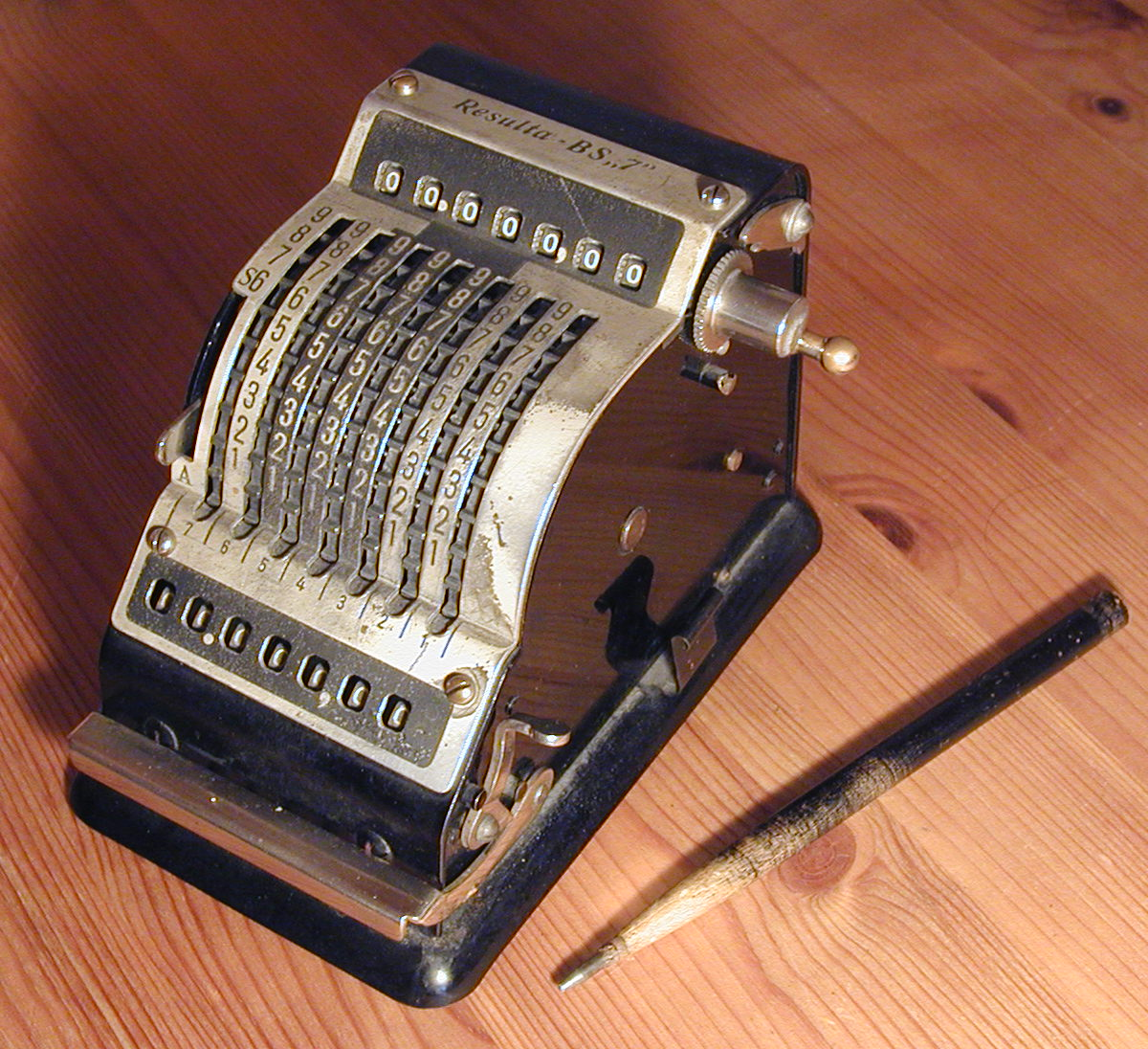
A Resulta - BS 7 가산기

가산기(加算器, adding machine)는 기계식 계산기의 일종으로 일반적으로 장부 계산에 특화되어 있다. 미국에서 최초의 가산기는 일반적으로 달러와 센트 단위로 읽을 수 있도록 제작되었다. 가산기는 1970년대 계산기와 1985년경부터 개인용 컴퓨터에 의해 단계적으로 폐지될 때까지 어디에서나 사용되는 사무용 장비였다. 오래된 가산기는 2000년까지 미국 사무실 환경에서 거의 볼 수 없었다.
블레즈 파스칼과 빌헬름 쉬카드(Wilhelm Schickard)는 1642년에 기계식 계산기를 최초로 발명한 두 사람이다. 파스칼에게 있어 이것은 직접 덧셈과 뺄셈을 수행하고 반복에 의한 곱셈과 나눗셈을 수행할 수 있는 가산기인 반면, 수십 년 전에 발명된 쉬카드의 기계는 그보다 덜했다. 기능적으로는 효율적이지만 기계화된 형태의 구구단으로 지원되었다. 이 두 사람은 1851년에 단순화된 산술계를 출시하면서 기계식 계산기 산업을 시작한 토마스 드 콜마르(Thomas de Colmar)의 발명품으로 이어지는 더 간단하고 안정적인 형태의 일련의 발명품으로 이어졌다.). 그러나 도르 E. 펠트가 검지기를 제조하기 시작하고(1887) 버로스가 다르게 고안된 가산기의 상용화를 시작할 때(1892)까지는 널리 사용되지 않았다.

## 같이 보기
- 가산기
- 금전등록기